# Pax (Unternehmen)
Die PaX AG ist ein deutscher Hersteller von Fenstern und Türen aus Aluminium, Holz, Holz-Aluminium, Kunststoff und Kunststoff-Aluminium. Das Unternehmen beschäftigte 2022 rund 580 Mitarbeiter. Produktionsstätten befinden sich in Bad Lausick, Hermeskeil, Rositz und Frimmersdorf.

## Geschichte
1984 übernahm die Ingelheimer Unternehmerfamilie Struth die Schweikhard GmbH in Ingelheim am Rhein. Die Firma war aus einer Wagnerei hervorgegangen und produzierte Kunststoff-Fenster, die unter eigener Regie im Rhein-Main-Gebiet eingebaut wurden. Geschäftsführer wurde Fritz Struth. Ziel war die Umstrukturierung des Unternehmens von einem regionalen Direktvermarkter in einen überregional tätigen Fensterhersteller mit eigenem Händlernetz. Das Unternehmen wurde im Zug der Neuausrichtung in PaX GmbH umfirmiert.
PaX war 1989 eines der ersten Unternehmen, das Fenster „am Band“ herstellte. Wichtiges Ausstattungsmerkmal von PaX-Fenstern sind spezielle Bauteile zur Einbruchhemmung: Seit 1989 stellt PaX Sicherheitsfenster her und vertreibt sie unter dem Handelsnamen „PaXsecura“. Im Jahr 1995 wurde im Werk Hermeskeil die erste Serienproduktion für nach Norm geprüfte Sicherheitsfenster in Betrieb genommen.
Die ehemalige österreichische Tochter PaX Stabil wurde 1978 als Stabil Kunststoffwerke GmbH am heutigen Standort gegründet. Ab 1982 wurden auch Kellerfenster und Isolierglas hergestellt. 1984 folgten Wohnraum-Sonderelemente. Seit 1988 wurden auch Holzfenster, seit 1992 Kunststoff-Aluminium Fenster produziert. 2003 wurde dem Unternehmen das Landeswappen verliehen.
2001 stellte die PaX GmbH einen Insolvenzantrag. Aus dem Insolvenzverfahren ging am 1. Juni 2001 die PaX AG (Stammkapital: 2,2 Mio. DM) hervor.
2003 übernahm die PaX AG die Alpha Fenstertechnik in Löbnitz, zum 1. April 2014 das operative Fenster- und Türengeschäft von der österreichischen Stabil Bauelemente GmbH, die zur Haas Gruppe gehörte. Diese musste am 20. Oktober 2015 Insolvenz anmelden. Auch über die PaX Stabil GmbH in Gabersdorf (Österreich), die bereits zur AG gehörte, wurde im Oktober 2015 einen Konkursantrag gestellt.
Der Firmengründer Fritz Struth starb am 26. Mai 2017.
Seit dem 19. Juli 2023 ist die französische Groupe Liebot mit 60 % an der PaX AG beteiligt. Dieses Unternehmen ist seit 1965 auf dem französischen Fenster- und Türenmarkt tätig und bedient auch Absatzmärkte in Spanien, Italien, Polen und Deutschland.

## Produkte
PaX stellt Fenster in Aluminium, Holz, Holz-Aluminium, Kunststoff und Kunststoff-Aluminium her. Türen fertigt das Unternehmen aus Holz, Aluminium, Kunststoff, Kunststoff-Aluminium und Holz-Aluminium. Ein Schwerpunkt in der Produktion ist die Sicherheitsausstattung, die unter dem Namen „PaXsecura“ angeboten wird. Außerdem fertigt PaX in den Holzwerken Bad Lausick und Vestenbergsgreuth historisierende Fenster, die speziell bei der Sanierung von Denkmalschutzobjekten zum Einsatz kommen.
PaX war 1996 der erste Hersteller auf der Herstellerliste für „Geprüfte einbruchhemmende Fenster“ des Bayerischen Landeskriminalamts.

## Konzernstruktur
Die Zentrale ist bis heute in Ingelheim ansässig. Das ehemalige Werk in Ingelheim wurde während der Insolvenz der Gesellschaft verkauft. Seither unterhält das Unternehmen fünf Produktionsstandorte in Deutschland:
- PaX Classic GmbH, Bad Lausick
- PaX Fenster Hermeskeil GmbH, Hermeskeil
- PaX Fenster Rositz GmbH / PaX Türen Rositz GmbH, Rositz
- PaXoptima GmbH, Vestenbergsgreuth
- Alpha Fenstertechnik GmbH, Rositz

Das Werk in Rositz befindet sich auf dem Gelände der ehemaligen Zuckerfabrik Rositz, die in der DDR zum „VEB Zuckerfabrik Delitzsch“ gehörte. Wegen der vorbildlichen Sanierung erhielt PaX im Jahre 1995 den Thüringischen Denkmalschutzpreis vom Thüringer Ministerium für Bildung, Wissenschaft und Kultur.

## Auszeichnungen
- 1995: Denkmalschutzpreis Thüringen
- 2010: denkmal-Goldmedaille für „Herausragende Leistungen in der europäischen Denkmalpflege“[10]

## Messen
PaX richtet im zweijährigen Rhythmus die herstellerunabhängige Fachtagung „Fenster im Baudenkmal“ aus, die bis 2013 im Rahmenprogramm der Leipziger „denkmal Messe“ stattfand, seit 2017 jedoch an verschiedenen deutschen Orten von denkmalpflegerischer Bedeutung veranstaltet wird. Im Berliner Lukas Verlag erschienen zwischen 1998 und 2010 im Nachgang zu diesen Veranstaltungen Tagungsbände, in denen die Expertenvorträge dokumentiert wurden.